# Coenosia mima
Coenosia mima är en tvåvingeart som beskrevs av Willi Hennig 1961. Coenosia mima ingår i släktet Coenosia och familjen husflugor. Inga underarter finns listade i Catalogue of Life.